# Manolo Blahnik
Manolo Blahnik, född 27 november 1942 i Santa Cruz de La Palma på La Palma, Kanarieöarna, är en spansk modeskapare och självbetitlat klädmärke. Han är främst känd som skodesigner för kvinnor.

## Biografi
Manolo Blahnik föddes på Kanarieöarna som son till en tjeckisk far och en spansk mor och växte upp på en bananplantage. Blahnik avlade examen 1965 i litteratur vid universitetet i Genève och fortsatte sedan med att studera konst i Paris. År 1970 flyttade han till London och tre år senare öppnade han där sin första affär i Chelsea.
Hans högklackade skor säljs idag över hela världen för priser från allt mellan 4 000 kr och 20 000 kr eller mer. 

## Galleri

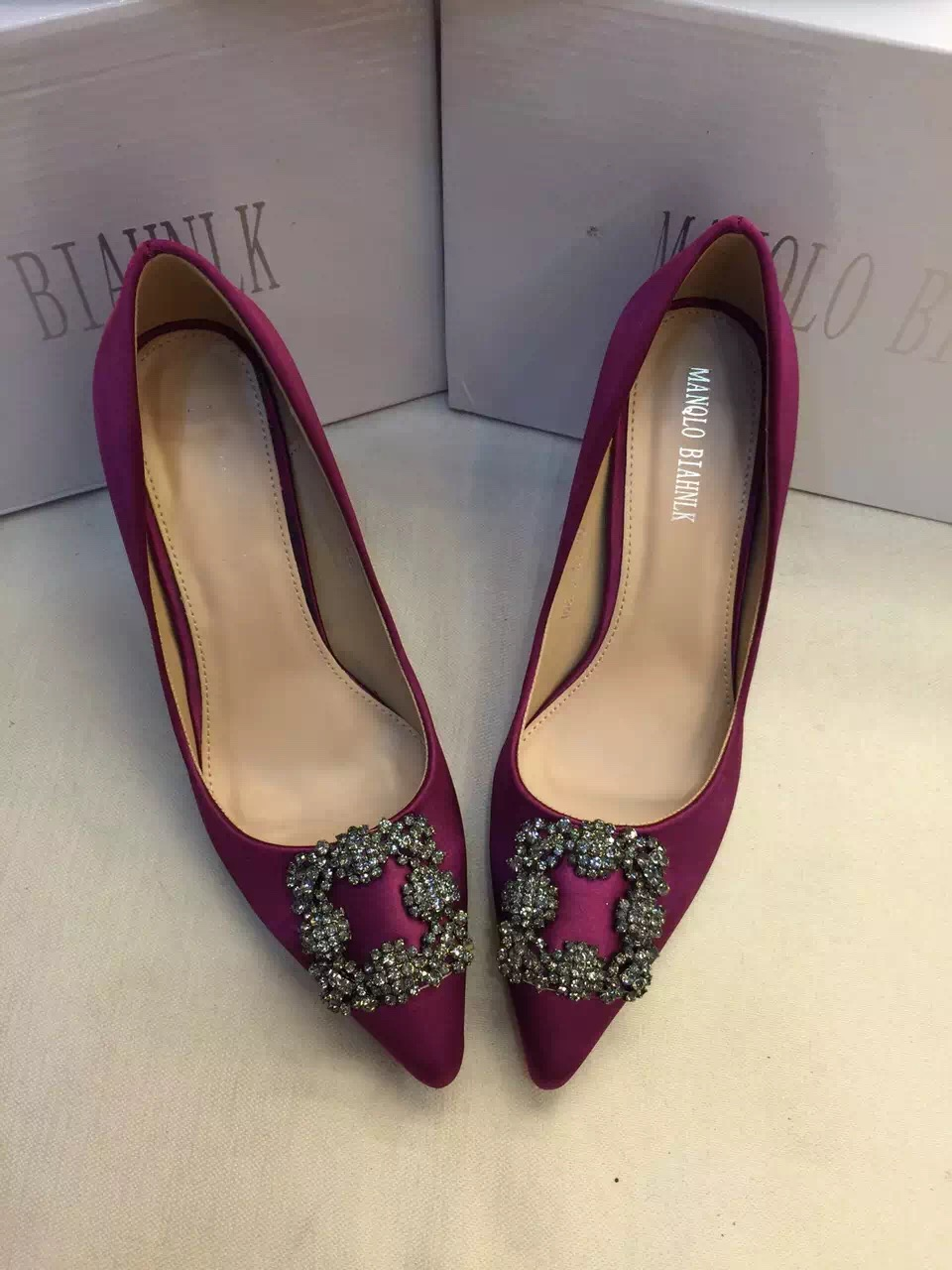
Skor i lila satin av Manolo Blahnik.

## Populärkultur
För en bredare publik blev hans skor kända i och med TV-serien Sex and the City där framför allt Carrie Bradshaw (spelad av Sarah Jessica Parker) är i det närmaste besatt av skomärket och nämner dem ofta.